# Суперкубок Англии по футболу 1966
Суперкубок Англии по футболу 1966 года (англ. 1966 FA Charity Shield) — 44-й розыгрыш Суперкубка Англии, ежегодного футбольного матча, в котором встречались победители Первого дивизиона и обладатели Кубка Англии. Матч прошёл на стадионе «Гудисон Парк» в Ливерпуле 13 августа. В нём встретились «Ливерпуль», чемпион Первого дивизиона в сезоне 1965/66, и «Эвертон», обладатель Кубка Англии 1966 года. Матч закончился минимальной победой «красных».

## Отчёт о матче
| Ливерпуль | 1:0 | Эвертон |
| --------- | --- | ------- |
| Хант 9′   |     |         |

| Ливерпуль | Эвертон |